# 야스우라정
야스우라정(安浦町)은 히로시마현 도요타군에 존재했던 정이다. 2005년 3월 20일, 야스우라정 및 아키군 온도정·가마가리정·구라하시정, 도요타군 도요하마정·유타카정 등 6개 정이 구레시에 편입합병되어 소멸하였다. 

## 역사
- 1896년 1월 1일 - 정으로 승격해 야스우라정이 되었다.
- 2005년 3월 20일 - 야스우라정 및 아키군 온도정·가마가리정·구라하시정, 도요타군 도요하마정·유타카정 등 6개 정이 구레시에 편입합병되어 소멸하였다.

## 교통

### 철도
- 서일본 여객철도 구레선

### 도로
- 국도 제185호선